# Agustín Creevy
Agustín Creevy (ur. 15 marca 1985 w La Placie) – argentyński rugbysta występujący na pozycji młynarza, kapitan reprezentacji kraju, trzykrotny uczestnik Pucharu Świata.

## Kariera klubowa
Wychowanek Club San Luis z rodzinnego miasta, w seniorskiej drużynie zadebiutował w 2004 roku, występował w niej także w kolejnych dwóch latach. Powoływany był również do reprezentowania regionalnego związku rugby URBA, z którego zespołami juniorskimi i seniorskimi odnosił sukcesy na arenie krajowej.
Grający wówczas w trzeciej linii młyna Creevy podpisał z występującym w Top 14 zespołem Biarritz Olympique w 2007 roku swój pierwszy zawodowy kontrakt, lecz nie gościł zbyt często w meczowym składzie z powodu dużej konkurencji oraz kontuzji ramienia. Powrócił następnie do ojczyzny do Club San Luis i nowo powstałego narodowego centrum rugby, gdzie za namową Santiago Phelana przeszedł do pierwszej linii młyna rozpoczynając treningi na pozycji młynarza. Z zespołem Pampas XV wziął udział w Vodacom Cup 2010, po czym we wrześniu tego roku z uwagi na kontuzje innych zawodników został ściągnięty krótkoterminową umową do francuskiego ASM Clermont Auvergne. W tym klubie podczas trzymiesięcznego pobytu zagrał jedynie kilka minut, powrócił zatem do drużyny Pampas XV, którą doprowadził do triumfu w Vodacom Cup 2011.
Jeszcze w lutym 2011 roku podpisał kontrakt na występy w Montpellier Hérault Rugby, po dwóch latach przeniósł się natomiast do Worcester Warriors. W kwietniu 2015 roku ogłosił, iż zasili szeregi Jaguares, nowo utworzonej argentyńskiej franczyzy Super Rugby.

## Kariera reprezentacyjna
Reprezentował kraj w kategoriach juniorskich. Z kadrą U-19 uczestniczył w MŚ 2004, a z reprezentacją U-21 w MŚ 2005 i MŚ 2006, w obu tych latach wygrywając mistrzostwa Ameryki Południowej w tej kategorii wiekowej.
W seniorskiej reprezentacji zadebiutował meczem z Japonią w kwietniu 2005 roku, w sumie w roli rwacza w ciągu półtora roku rozegrał trzy testmecze, po czym wypadł z orbity zainteresowania selekcjonerów kadry. Po przejściu na pozycję młynarza prowadził w 2009 roku jako kapitan zespół Argentina Jaguars, rok kończąc występem dla Pumas przeciwko Szkotom. W kolejnych dwóch latach przejął rolę, którą pełnił Alberto Vernet Basualdo – zmiennika Mario Ledesmy – i znalazł się w trzydziestce na Puchar Świata w Rugby 2011, gdzie zagrał we wszystkich pięciu meczach swojego zespołu. Kontuzja odniesiona tydzień przez inauguracyjną edycją The Rugby Championship spowodowała, że stracił szansę na zostanie podstawowym młynarzem Pumas na rzecz Eusebio Guiñazú i z ławki rezerwowych wchodził na boisko przez następne dwa lata. Po raz pierwszy rolę kapitana w testmeczach otrzymał niespodziewanie przed The Rugby Championship 2014. Pierwsze punkty w kadrze zdobył po dziesięciu latach od debiutu – w ramach The Rugby Championship 2015 przeciwko All Blacks zdobył dwa przyłożenia – w tych samych zawodach Pumas po raz pierwszy w historii pokonali Springboks. Rolę kapitana utrzymał także w składzie na Puchar Świata w Rugby 2015.

## Varia
- Syn Hugo i Marceli; troje rodzeństwa: Soledad, Lisandro i Mora[39].